# Castello di Lozio
Il castello di Lozio fu di proprietà quasi esclusiva della famiglia Nobili, eccettuato il periodo intercorso tra l'eccidio di Lozio del 1410 (quando la famiglia venne sterminata e la rocca passò alla famiglia Federici) e la restituzione veneta del 1428. Oggi è di proprietà del comune di Lozio.

## Storia
I ruderi del castello sono situati in val di Lozio, sopra l'abitato di Villa, addossati ad una parete rocciosa a circa 1200 metri s.l.m., con una torre di avvistamento posta al di sopra del roccione (1288 metri slm). La sua posizione premetteva una completa visuale sulla val di Lozio e le cime della Concarena.
La datazione della struttura lo fa risalire alla fine del XIII secolo.
La rocca presenta una superficie di circa 300 m2 calpestabili, divisi in due corti ed otto locali. Ad ovest rimangono i resti di un portone d'ingresso, mancanti però dell'arco e dell'architrave. Ad est invece un locale di forma quadrata era probabilmente l'antica torre a due piani.

## Galleria d'immagini

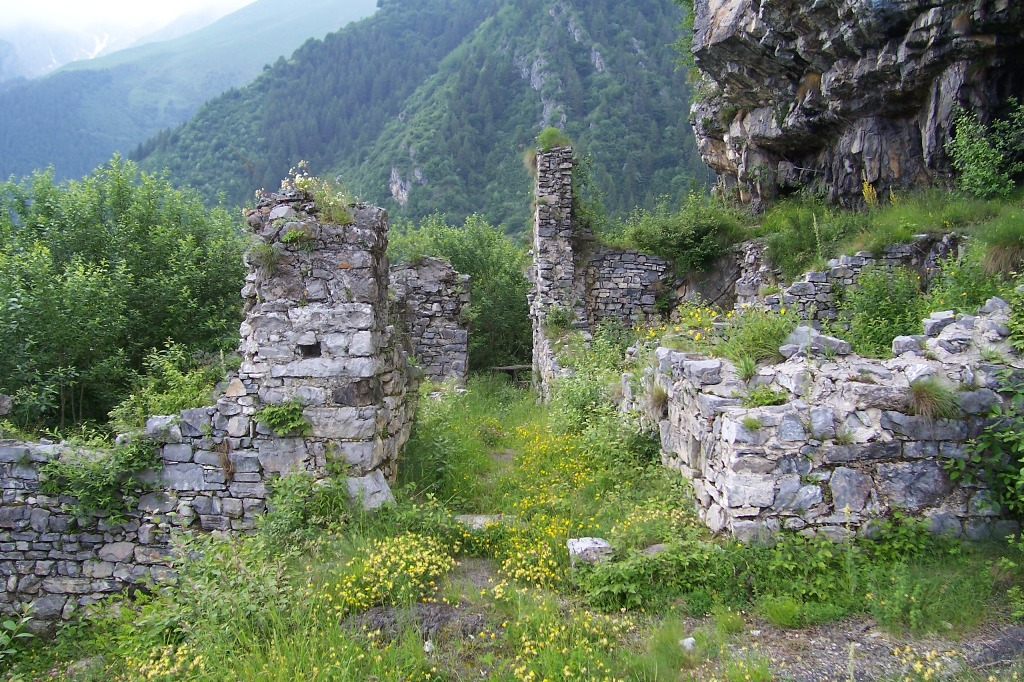
Interno del castello
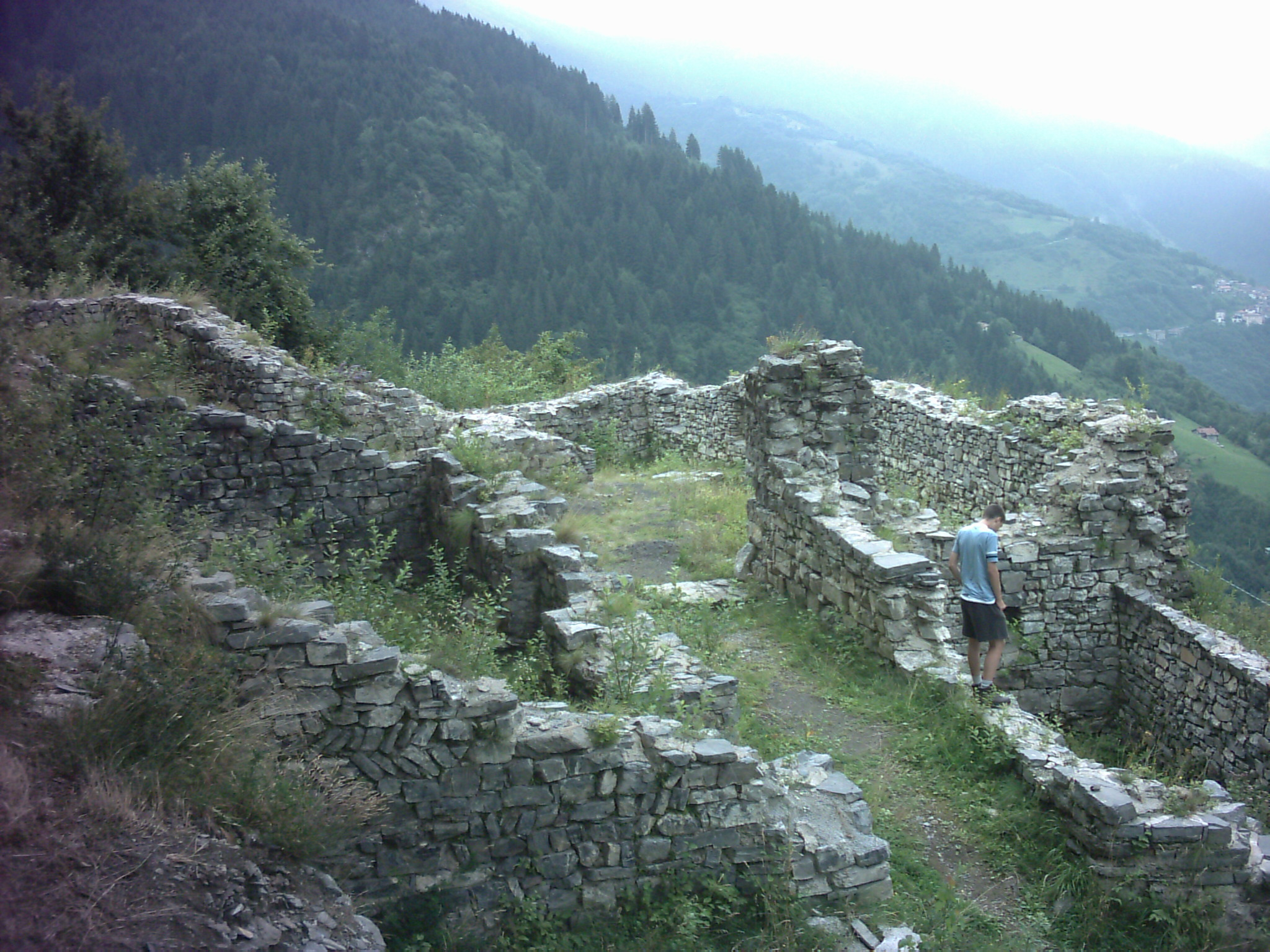
I resti del castello
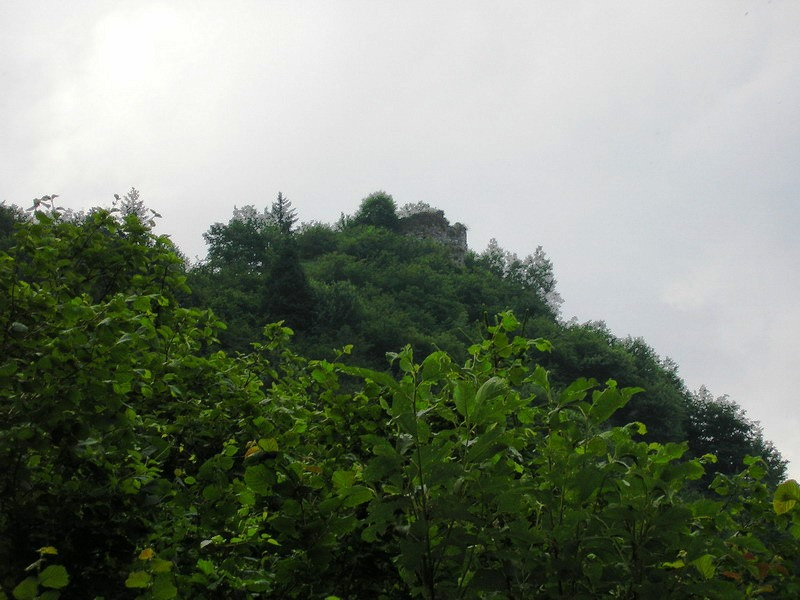
Torre sopra il castello
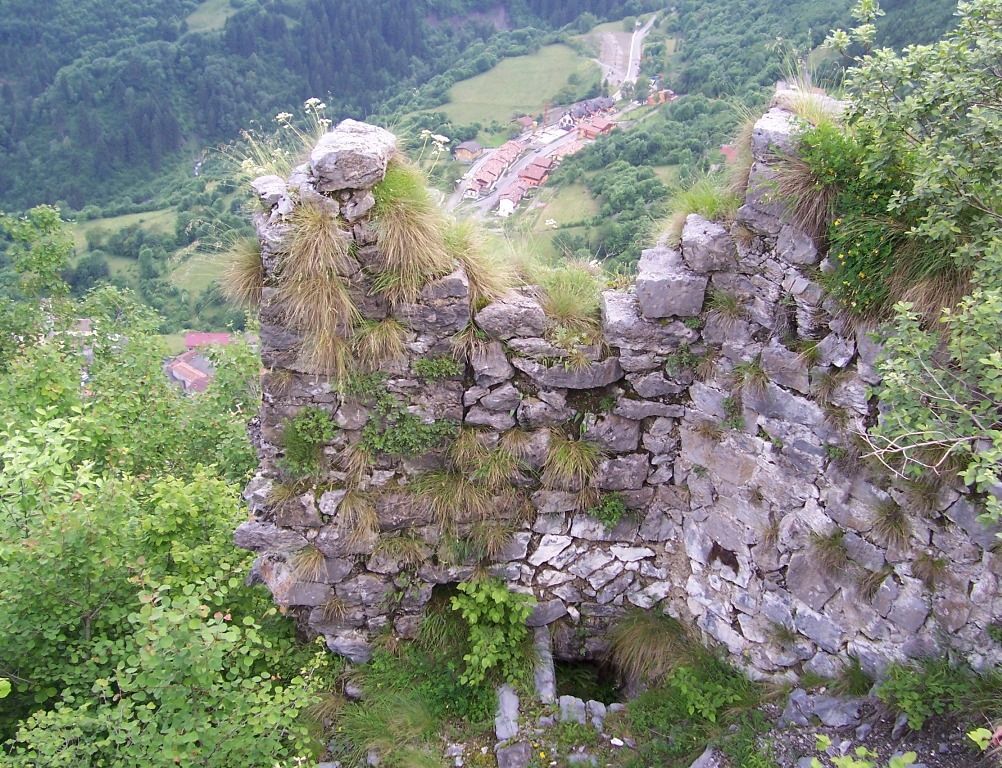
Torre sopra il castello
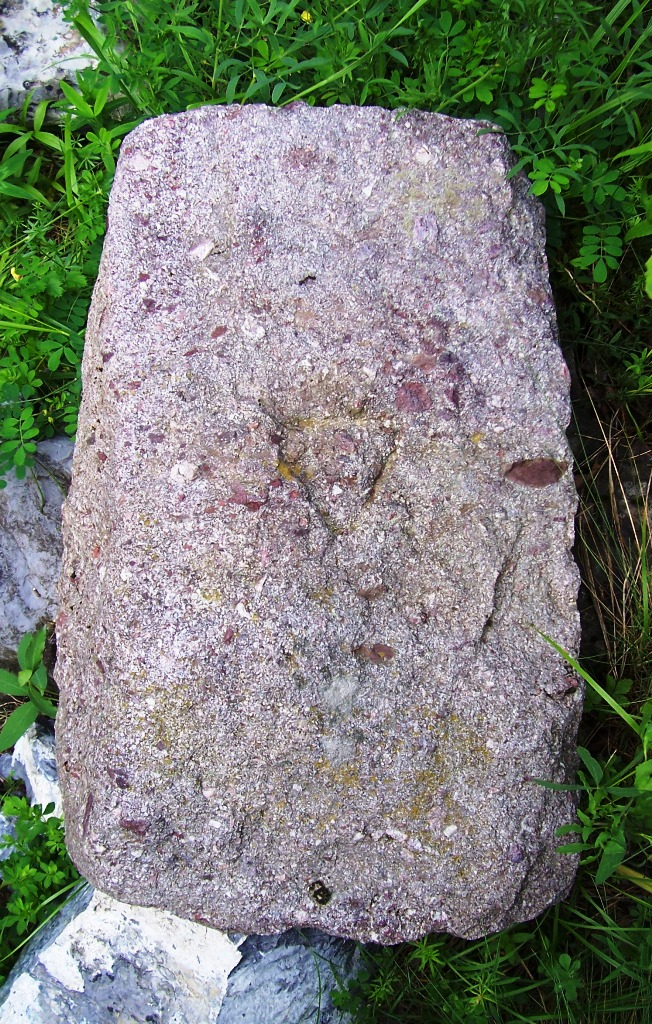
Cuore inciso su una roccia presso la torre del castello
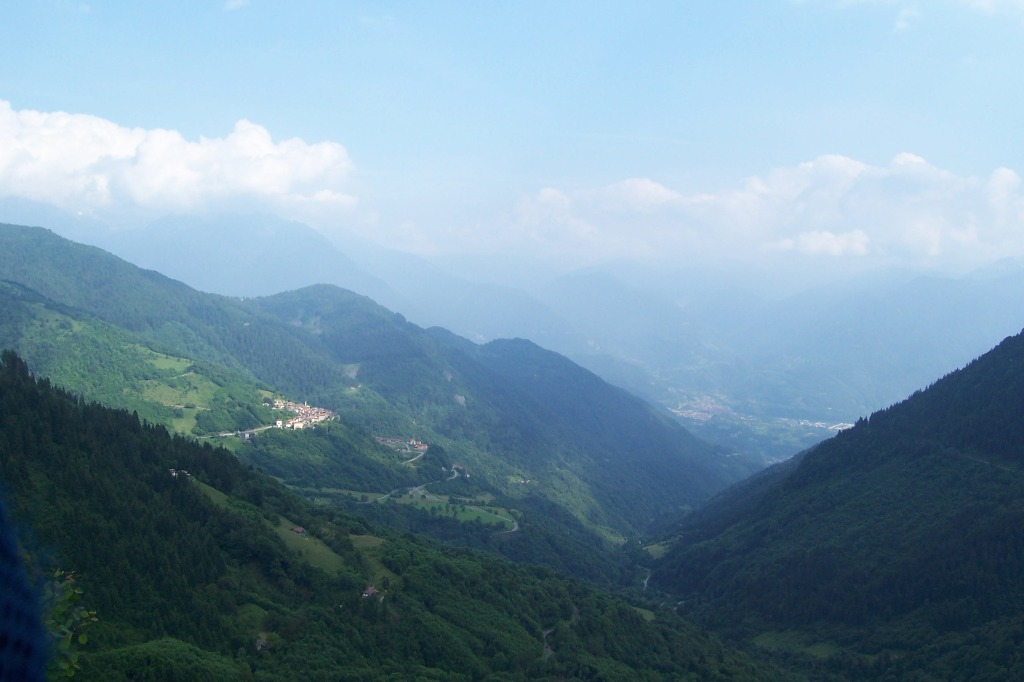
La val di Lozio vista dalla torre